# Mein Bruder ist ein Hund
Mein Bruder ist ein Hund ist eine deutsche Filmkomödie aus dem Jahr 2004. Der Kinderfilm wurde von Peter Timm inszeniert.

## Handlung
Marietta wünscht sich so sehr einen Hund. Stattdessen hat sie aber nur einen „doofen“ kleinen Bruder namens Tobias. Weil dieser eine Tierhaarallergie hat, kann in der Wohnung kein Hund leben. Zu ihrem neunten Geburtstag bekommt sie, wie so oft, einen Stoffhund geschenkt. Aber auch der „achtundneunzigste“ Stoffhund kann ihre Sehnsucht nach einem echten Hund nicht stillen. Und dann bekommt sie auch noch einen komischen Stein von dem afrikanischen Patenkind der Familie geschenkt.
Mariettas Eltern, Maria und Martin, setzen sich beide sozial und ökologisch ein. Maria betreibt einen Handel, dessen Erlös Kindern in Afrika zugutekommt, während Martin an einem ökologischen neuen Fahrzeug arbeitet. Da Martin sich mehr um seine Arbeit als um seine Familie kümmert, streiten sich Mariettas Eltern gelegentlich.
Um wieder zueinander zu finden, machen die Eltern alleine Urlaub. In dieser Zeit passt die Oma Gerda auf die Kinder auf. Die Oma mag allerdings keine Kinder. Alleine mit einer missgelaunten Oma und einem nervigen kleinen Bruder, wird Marietta sauer. Sie verkriecht sich in ihr Zimmer und liest den Brief nochmals durch, den das afrikanische Patenkind ihr mit dem Geschenk geschickt hat. Der Brief ist in Englisch, und so hat Marietta einige Mühen den Brief zu übersetzen.
Der Stein soll Zauberkräfte besitzen. Marietta reibt an dem Stein und wünscht sich dabei einen Hund. Und tatsächlich, ein Hund ist plötzlich in der Wohnung. Doch wo ist ihr Bruder geblieben? Da der Hund sich gerne Hühner ansieht, und auch gerne Karamellbonbons mag, merkt Marietta schnell, dass der Hund in Wirklichkeit ihr Bruder ist, denn diese Sachen mochte auch ihr Bruder gerne. Marietta ist glücklich. Sie ist ihren „doofen“ kleinen Bruder los und hat einen Hund.
Es gelingt Marietta, ihre Oma und ihre verreisten Eltern zunächst zu täuschen, so dass jeder denkt, Tobias wäre bei dem jeweils anderen. Schade nur, dass alles rauskommen wird, wenn ihre Eltern zurückkommen. Und so will sie den Zauber testweise rückgängig machen. Doch die Rückverwandlung klappt nicht. Marietta braucht Rat vom afrikanischen Patenkind, was per E-Mail möglich ist. Um ihre Bitte zu übersetzen, geht sie in ein Antiquitätengeschäft, welches von einem Engländer betrieben wird.
In dem Geschäft richtet der Hund einigen Schaden an, so dass Marietta 250 € auftreiben muss. Zum Glück wird der Hund von einer Produzentin entdeckt. Der Hund tritt in einer Werbung auf, und so kann Marietta das Geld bekommen. Der Hund kommt sogar so gut an, dass er einen weiteren Vertrag für eine Serie erhält.
Davon wiederum ist Oma Gerda begeistert. Da sie früher Schauspielerin werden wollte, daran aber als alleinerziehende Mutter durch ihr Kind (Mariettas Vater) gehindert wurde, findet sie es gut, zumindest einen schauspielernden Hund zu haben. Währenddessen ist endlich die Antwort auf die E-Mail angekommen: Der Zauberstein erfüllt nur Wünsche, die man sich von tiefstem Herzen wünscht. Da Marietta sich ihren Bruder nicht wirklich zurückgewünscht hatte, klappte es nicht. Aber wenn sie abends alleine zuhause ist, weil Oma und der Hund bis spät im Studio sind, merkt sie, wie einsam sie ist und wie sehr sie ihn vermisst. Danach wünscht sie sich nichts lieber, als dass die ganze Familie wieder beisammen sein könnte und so klappt die Rückverwandlung.
Nachts wacht Tobias auf. Sein sehnlichster Wunsch war es immer, ins Fernsehen zu kommen. Aber als Junge gelang ihm das nie. Und so wünscht sich Tobias mit Hilfe des Zaubersteins, wieder ein Hund zu sein. Nach der erneuten Verwandlung versteckt der Hund den Stein.
Als Marietta erwacht, ist sie verzweifelt, dass Tobias wieder ein Hund ist. Und dann fehlt auch noch der Stein! Zu allem Überfluss kommen auch noch ihre Eltern zurück. Diese haben sich während des Urlaubs wieder versöhnt. Also wäre ihr Glück perfekt, doch wo ist Tobias?
Natürlich glaubt Marietta niemand, dass Tobias sich in einen Hund verwandelt hat. Hinzu kommt noch, dass der Hund nachts im Studio geblieben ist. Ihr kleiner Bruder ganz alleine? Das geht natürlich nicht. Also muss Marietta ihn retten. Es gelingt ihr die Wachleute im Studio zu überlisten und den Hund zu retten.
Nachdem Marietta dem Hund erklärt hat, dass ihre Eltern den Tobias so sehr vermissen, möchte dieser auch wieder ein Junge sein, bringt ihr den Zauberstein, und die Rückverwandlung gelingt. Jetzt ist die Familie komplett glücklich, also braucht Marietta keinen Zauberstein mehr und schickt diesen an das afrikanische Patenkind zurück.

## Kritik
film-dienst 23/2004: Die mit witzigen Dialogen und Bildpointen erzählte Geschichte hält die Balance zwischen Spannung und Humor. Getragen von einem spielfreudigen Ensemble, erzählt der Film ohne pädagogischen Zeigefinger von elterlicher und geschwisterlicher Liebe.

## Auszeichnungen
- Bei den Biberacher Filmfestspielen erhielt Regisseur Peter Timm eine Ehrenauszeichnung.
- Beim „22. Chicago International Children’s Film Festival“ wurde der Film als „Bester Spielfilm“ ausgezeichnet.
- Bester Spielfilm der Kinderjury des Internationalen Filmfestivals Rio de Janeiro 2004
- Bester Film des Kinderfilmfests „Hits für Kids“ auf dem Kinofest in Lünen 2004
- Bester Kinderfilm des Int. Kinderfilmfestival „Alice in den Städten“ in Rom 2005
- Spezialpreis „Moskow Teddy Bear“ für das beste Drehbuch und Preis der Kinderjury beim XXI Moskau Int. Kinder u. Jugendfestival
- „Just Film“ Publikumspreis für „Toby den Hund“ als bester Darsteller beim Tallinn Black Nights Festival 2004
- Publikumspreis auf dem Festival Internacional de Cine Madrid Móstoles 2005
- Nominierung für „Best dramatic Feature“ auf dem Taiwan Int. Children  TV & Film Festival 2006